# Karl Münchinger
Répertoire
Jean-Sébastien Bach
Karl Münchinger (29 mai 1915 – 13 mars 1990) est un chef d'orchestre de musique classique allemand. Il aida à repopulariser le désormais célébrissime Canon de Pachelbel avec un enregistrement de l'Orchestre de chambre de Stuttgart en 1960 (Jean-François Paillard produisit également un enregistrement rival très populaire). Il était de plus réputé pour rendre leur cachet baroque aux interprétations d'œuvres de Jean-Sébastien Bach, qu'il adorait : vigueur modérée, ornementation judicieuse, rythme vif, quoique sans instruments d'époque.

## Biographie
Né à Stuttgart, Münchinger étudia à la Hochschule für Musik de sa ville d'origine. À ses débuts, il était chef invité en plus de vivre des fonctions d'organiste et de chef de chœur. En 1941, il devint le chef principal de l'Orchestre symphonique de Hanovre, un poste qu'il occupa deux ans. Il ne cumula pas d'autres fonctions de chef d'orchestre avant la fin de la Seconde Guerre mondiale.
Dès la fin de la guerre, il fonda l'Orchestre de chambre de Stuttgart, dans lequel il mit sur pied un ensemble de tournées qui fit ses débuts à Paris en 1949 et joignit l'Amérique à San Francisco en 1953. Sous sa direction, l'orchestre produisit, dans les années 1950 et 1960 et sous étiquette Decca, de nombreux enregistrements, essentiellement des œuvres de Bach (trois enregistrements des concertos brandebourgeois, les suites pour orchestre, la Passion selon saint Matthieu, la Passion selon saint Jean, l'Offrande musicale, l'Oratorio de Noël...). Sa performance la plus remarquable (et la plus célèbre) dans d'autres répertoires que celui de Bach – hormis le Canon de Pachelbel – fut son interprétation de La Création, de Joseph Haydn.
En 1977, l'Orchestre de chambre de Stuttgart devient le premier ensemble allemand à visiter la république populaire de Chine. Münchinger prend sa retraite en 1988, deux ans avant sa mort.

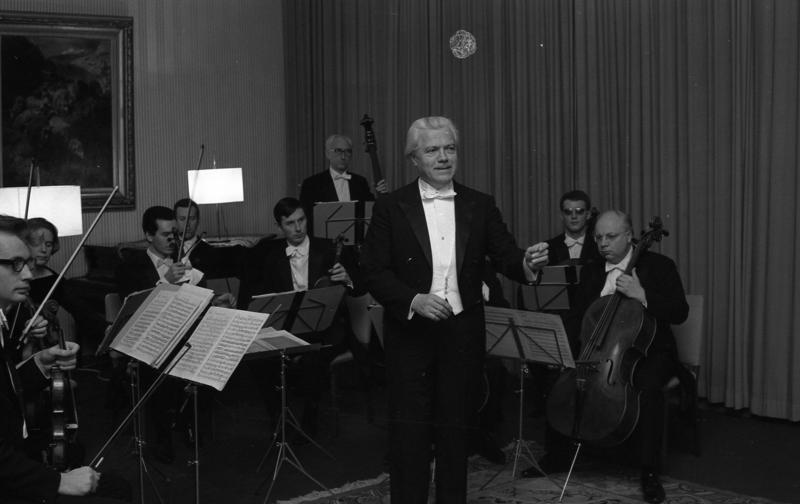
L'orchestre en 1968

L'approche stylistique de Münchinger et de son orchestre était plutôt semblable à celle de ses contemporains un peu plus jeunes (Raymond Leppard, Neville Marriner, Claudio Scimone, Jean-François Paillard), bien que présentant une solidité tonale plus accentuée (pour ne pas mentionner une rigueur de fer durant les pratiques et les prestations). Avec la montée en popularité des instruments du XVIIIe siècle, ses interprétations perdirent la faveur de la critique à compter des années 1970 ; elles furent souvent qualifiées de dépassées. Il reste toutefois considéré comme ayant produit des enregistrements d'un rare haut niveau.

## Karl Münchinger, premier directeur artistique du Festival international de musique de Colmar
En 1979, il choisit Colmar en France et fonde le Festival international de musique de Colmar pour « devenir un des haut-lieux de dialogue entre musiques française et allemande ». Conçus sous le signe de la convivialité et de l’hospitalité, ces concerts réunissant des musiciens allemands et français affichent alors l’ambition de rassembler les hommes au cœur de l’Europe : « Pourquoi voulais-je tant faire un festival de musique à Colmar ? Cette réponse se révèle à vous quand, assis dans la Chapelle, vous contemplez le retable d'Issenheim au son d’une musique de Bach... Ce lieu de perpétuelle rencontre entre l’histoire évangélique et l’avenir, prédispose à renoncer à tout narcissisme ![réf. nécessaire] »
L’histoire du Festival de Colmar dont Karl Münchinger fut le fondateur (avec son orchestre en « résidence »), c’est avant tout l’histoire d’amour d’un grand maître pour une ville alsacienne : « Le Festival à Colmar n’est pas un événement mondain qui sacrifie au vedettariat, il s’adresse aux amoureux de la musique qui viennent vivre une aventure culturel spirituelle...[réf. nécessaire] ».
Il restera directeur artistique du festival jusqu'en 1989.
En 2012, l’hommage du Festival international de musique de Colmar et de Vladimir Spivakov, son directeur artistique de l'époque, à Karl Münchinger s’impose à la fois comme un devoir de mémoire et une volonté de rendre justice à un immense chef d’orchestre.